# エコセーズ
エコセーズ（Écossaise）は、フランス語で「スコットランド風（舞曲）」の意味を持つ、18世紀末から19世紀初めにかけてフランスとイングランドで特に流行したスコットランドのフォークダンスである。
通常は4分の2拍子で作曲され、この音楽形式をクラシック音楽の作曲家も用いており、ベートーヴェンやシューベルト、ショパンはいずれもピアノのためのエコセーズを作曲しており、彼らの快活さを示している。